# 소피 캉자
소피 캉자(콩고어: Sophie Zala-Lusibu-N'Kanza-Lihau Kanza, 1940년 2월 8일 ~ 1999년 4월 2일)는 자이르·콩고 민주 공화국의 여성 외교관 겸 정치인이자 대학 교수이다.

## 생애
그녀는 일찍이 프랑스와 스위스와 미국에 유학하여 1959년에 프랑스 파리에서 고등학교 졸업 후 1963년에 제네바 대학교 외교학과 학사 학위 취득을 거쳐 그 후 미국 하버드 대학교 대학원에서 정치학 석사·철학석사·철학박사 학위를 취득하였다. 그녀는 그 훗날 자이르 정치 분야 입문을 하였으며 이후 모부투 정권 시절 자이르 정치 분야와 자이르 외교 분야에서도 활약하였고 킨샤사 대학교 겸임교수 직위를 지내기도 하였으며 훗날 1985년에서 1988년까지 유네스코 주재 자이레 대표 심의위원장 직책을 지냈다.